# 韦格尔河畔孔代
韦格尔河畔孔代（法語：Condé-sur-Vesgre，法語發音：[kɔ̃de syʁ vɛɡʁ] ⓘ）是法国中北部法兰西岛大区伊夫林省的一个市镇，属于芒特拉若利区。 

## 地名
该地名“Condé-sur-Vesgre”发音为[kɔ̃de syʁ vɛɡʁ]，河名“Vesgre”发音为[vɛɡʁ]，字母“s”不发音，《世界地名译名词典》将该地名误译作“韦斯格尔河畔孔代”。

## 地理
韦格尔河畔孔代（48°44'30"N, 1°39'39"E）面积10.71 平方千米，位于法国法蘭西島大區伊夫林省，该省份为法国北部内陆省份，北起瓦兹河谷省，西接厄尔省，西南接厄尔-卢瓦省，东南接埃松省，东临上塞纳省。
与韦格尔河畔孔代接壤的市镇（或旧市镇、城区）包括：布蒂尼-普鲁艾、阿丹维尔、拉布瓦西耶尔-埃科勒、布尔多内、冈拜瑟伊、格朗尚、伊夫林地区圣莱热。
韦格尔河畔孔代的时区为UTC+01:00、UTC+02:00（夏令时）。

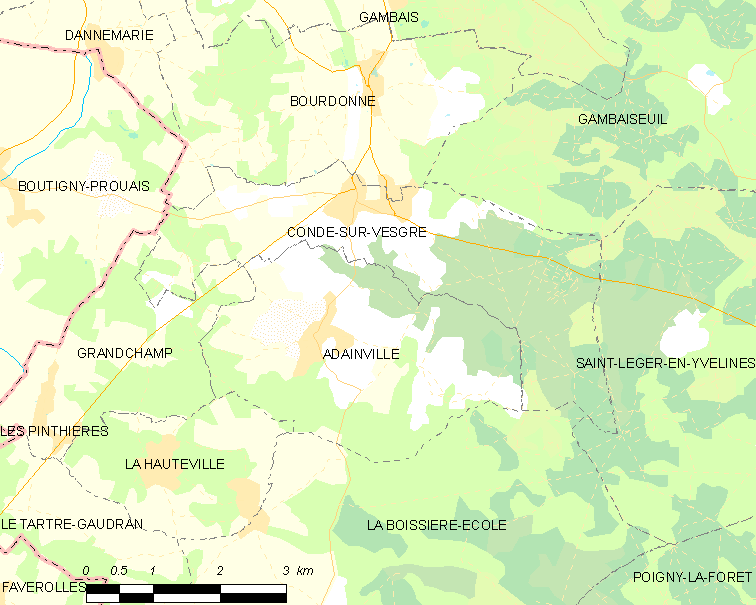
韦格尔河畔孔代的OSM定位图

## 行政
韦格尔河畔孔代的邮政编码为78113，INSEE市镇编码为78171。

## 政治
韦格尔河畔孔代所属的省级选区为塞纳河畔博尼耶尔县。

## 人口

1962-2008年间韦格尔河畔孔代人口变化图示

韦格尔河畔孔代于2022年1月1日时的人口数量为1264人。